# Anillochlamys moroderi
Anillochlamys moroderi es una especie de escarabajo del género Anillochlamys, familia Leiodidae. Fue descrito por Bolívar y Pieltain en 1923.

## Distribución
Se encuentra en España.